# سيرفا سي.30
سيرفا سي.30 (بالإنجليزية: Cierva C.30)‏ صممها خوان دي لا سيرفا وبنيت بموجب ترخيص من شركة سيرفا أوتوجيرو روي وشركاه المحدودة (أفرو)، ليوري إت أوليفييه وفوك وولف، أنتجت في بريطانيا كما تمّ بناؤها من قبل أفرو بموجب ترخيص في بريطانيا وفرنسا وألمانيا، وتعتبر هذه الطائرة الأكثر تصنيعاً لشركة أوتوجيرو قبل الحرب بواقع 143 طائرة، كما تمّ ترقيم الطائرة باسم أفرو 671

## التصميم والتطوير والإنتاج
قبل اطلاق الطائرة تمّ اختبار طائرة تجريبية (سيرفا سي.19 مك ف).

### إنتاج الطائرة
- أفرو:

حصلت أفرو على الترخيص في عام 1934، وبعد ذلك قامت ببناء 78 طائرة، تحت تسمية نموذجها، زودت شركة أرمسترونج سيدلي جينيت الرئيسي المعروف في سلاح الجو الملكي البريطاني (سيفيت 1) بقوة 7 سيليندر المحرك شعاعي، إنتاج 140 حصان (100 كيلوواط). وقد تمّ تسليم أول إنتاج في حزيران 1934.
- ليوري-إت-أوليفير:

تم بناء 25 طائرة في فرنسا من قبل ليوري-إت-أوليفير كما ليو C.301 مع 175 حصان (130 كو) سالمسون 9NE بقوة 9 سيليندر المحرك شعاعي.
- فوك-وولف:

تم بناء 40 طائرة في ألمانيا كما فوك-فولف فو 30 هيوشكريك (الجندب) مع 140 حصان (105 كيلوواط) سيمنز (أس أتش 14A) بقوة 7 سيليندر المحرك شعاعي.

## طائرات سيرفا في المتاحف
- الأرجنتين

سيرفا سي 30.آ يتم عرض الطائرة (LV-FBL) في الأرجنتين.
- أستراليا

سيرفا سي 30.آ يتم عرض الطائرة (VH-USR) في متحف بويرهوس، سيدني.
- فرنسا

ليو سي-302 يتم عرض الطائرة (F-BDAD) في متحف الموسيقى والفضاء، باريس.
- إيطاليا

سيرفا سي 30 يتم عرض الطائرة (I-CIER) في متحف ديلا سكينزا دي ديلا تينولوجيا "ليوناردو دا فينشي"، ميلان.
- هولندا

سيرفا سي 30.آ يتم عرض الطائرة (SE-AFI) في متحف أفيودروم، ليليستاد.
- إسبانيا

سيرفا سي 30.آ وهي طائرة مستنسخة قابلة للتحليق مع محرك سيمنز يتم عرض الطائرة (XVU.1-1) في متحف ديل للطيران، مدريد.
- المملكة المتحدة

1. أفرو روتا آي، يتم عرض الطائرة (K4232) في متحف سلاح الجو الملكي، لندن، إنجلترا.
2. سيرفا سي 30.آ ويتم عرض حطام الطائرة (AP506) في متحف طائرات الهليكوبتر، ويستون سوبر مير، إنجلترا.
3. سيرفا سي 30.آ ويتم عرض الطائرة (AP507) في متحف العلوم، لندن، إنجلترا.
4. أفرو روتا آي، ويتم عرض الطائرة (HM580) في متحف الحرب الإمبراطوري دوكسفورد، انكلترا.

- الولايات المتحدة

سيرفا سي 30.آ يتم عرض الطائرة (SE-AFI) في معرض الخيال للطيران في مدينة فولك، ولاية فلوريدا.

## المشغلين العسكريين
- الأرجنتين: سلاح الجو الأرجنتيني
- النمسا: القوات الجوية النمساوية (1927-1938)
- بلجيكا: القوات الجوية البلجيكية
- الدنمارك: القوات الجوية الملكية الدنماركية[3]
- فرنسا: القوات الجوية الفرنسية - الطيران البحري الفرنسي
- إيطاليا: القوات الجوية الملكية الإيطالية
- النرويج: الخدمة الجوية للجيش النرويجي
- الاتحاد السوفيتي:
- الجمهورية الإسبانية: سلاح الجو الجمهوري الإسباني
- المملكة المتحدة: سلاح الجو الملكي
- يوغوسلافيا: سلاح الجو الملكي اليوغسلافي